# Вольмир, Арнольд Сергеевич
Арно́льд Серге́евич Вольми́р (18 апреля 1910, Санкт-Петербург — 24 октября 1986, Москва, СССР) — советский учёный, доктор технических наук, профессор Военно-воздушной академии им. Н. Е. Жуковского.

## Биография
В 1931 году окончил Харьковский механико-машиностроительный институт. Работал в Харьковском политехническом институте.
В 1942—1986 годы преподавал на кафедре строительной механики авиационных конструкций Военно-воздушной академии им. Н. Е. Жуковского.

## Научная деятельность
В 1937 году защитил кандидатскую диссертацию под руководством И. М. Бабакова, в 1950 году защитил докторскую диссертацию; профессор.
Основные направления исследований:
- устойчивость, динамика и аэроупругость тонкостенных авиационных конструкций,
- нелинейная теория оболочек,
- статическая и динамическая устойчивость упругих систем,
- теория колебаний,
- проблемы биомеханики.

Одним из первых использовал ЭВМ для решения задач теории оболочек.
Подготовил 10 докторов и 62 кандидатов наук.
Автор более 300 научных трудов, в том числе монографий, учебников и учебно-методических работ, статей в Большой советской энциклопедии («Оболочка (в технике)», «Пластинки», «Пластичности теория», «Устойчивость упругих систем»). Монографии получили известность во многих странах, переведены на иностранные языки.
- Вольмир А. С. Гибкие пластинки и оболочки. — М.: Гостехиздат, 1956. — 419 с. — 6000 экз.
- Вольмир А. С. Изгиб круглых пластинок / Под ред. А. А. Уманского. — [М.]: ВВИА им. проф. Н. Е. Жуковского, 1949. — 144 с.
- Вольмир А. С. Нелинейная динамика пластинок и оболочек. — М.: Наука, 1972. — 432 с. — 5700 экз.
- Вольмир А. С. Оболочки в потоке жидкости и газа. Задачи аэроупругости. — М.: Наука, 1976. — 416 с. — 5700 экз.
- Вольмир А. С. Оболочки в потоке жидкости и газа. Задачи гидроупругости. — М.: Наука, 1979. — 320 с. — 3600 экз.
- Вольмир А. С. Сопротивление материалов : (Лекции). — [М.]: ВВИА им. проф. Н. Е. Жуковского, 1957. — 166 с.
- Вольмир А. С. Устойчивость деформируемых систем. — 2-е изд., перераб. и доп. — М.: Наука, 1967. — 984 с.
- Вольмир А. С. Устойчивость и большие деформации цилиндрических оболочек. — [М.]: Академия, 1950. — 158 с. — (Тр. / ВВИА им. проф. Н. Е. Жуковского ; Вып. 389).
- Вольмир А. С. Устойчивость пластинок при пластических деформациях : [Учеб. пособие]. — [М.]: ВВИА им. проф. Н. Е. Жуковского, 1959. — 71 с.
- Вольмир А. С. Устойчивость упругих систем при динамических нагрузках : [Учеб. пособие. — М.]: ВВИА им. проф. Н. Е. Жуковского, 1960. — 79 с.
- Вольмир А. С. и др. Лабораторный практикум по сопротивлению материалов : [Учеб. пособие для втузов]. — М. : Изд-во МАИ, 1997. — 352 с. — ISBN 5-7035-0580-1
  - Вольмир А. С., Григорьев Ю. П., Марьин В. А., Станкевич А. И. Сопротивление материалов : Лаборатор. практикум : Учеб. пособие для вузов по направлению и спец. высш. проф. образования в обл. техники и технологии. — 2-е изд., испр. — М.: Дрофа, 2004. — 352 с. — (Высшее образование). — 3000 экз. — ISBN 5-7107-6354-3
  - Вольмир А. С. и др. Сопротивление материалов : лаборатор. практикум : учеб. пособие для студентов высших учебных заведений, обучающихся по направлениям и спец. высш. проф. образования в обл. техники и технологии / [ред. Е. А. Вольмир]. — 3-е изд., — М.: Дрофа, 2006. — 352 с. — (Высшее образование). — 2000 экз. — ISBN 5-358-01198-6
- Вольмир А. С., Григорьев Ю. П., Коданев А. И. и др. Сборник задач по сопротивлению материалов : [Для втузов] / Под ред. А. С. Вольмира. — М.: Наука, 1984. — 407 с. — 53000 экз.
- Вольмир А. С., Григорьев Ю. П., Станкевич А. И. Сопротивление материалов : учебник для студентов высш. учеб. заведений, обучающихся по направлению подготовки и спец. высш. проф. образования в обл. техники и технологии / под ред. Д. И. Макаревского. — М.: Дрофа, 2007. — 592 с. — (Высшее образование). — 3000 экз. — ISBN 978-5-358-01283-7
- Вольмир А. С., Карлин В. Д., Тюленев А. И., Чесноков В. А. Курс технической механики: [Учебник. — М.] : ВВИА им. Жуковского, 1960. — 499 с.
- Вольмир А. С., Куранов Б. А., Турбаивский А. Т. Статика и динамика сложных структур : Прикл. многоуровневые методы исслед. — М.: Машиностроение, 1989. — 247 с. — 3250 экз. — ISBN 5-217-00515-7
- Нестационарные процессы в деформируемых телах : [Сб. ст.] / Пер. с англ. М. С. Гернштейна и М. Ф. Диментберга ; Под. ред. А. С. Вольмира. — М.: Мир, 1976. — 238 с. — (Механика, Новое в зарубежной науке / Ред.: А. Ю. Ишлинский, Г. Г. Черный ; 8).
- Теория гибких круглых пластинок : [Сб. ст.] / Пер. с кит. В. В. Новицкого и В. П. Слабнова ; Под ред. А. С. Вольмира. — М.: Изд-во иностр. лит., 1957. — 208 с.
- Уманский А. А., Вольмир А. С., Коданев А. И. Курс сопротивления материалов: [Учебник] / Под ред. А. А. Уманского. — [М.] : ВВИА им. Н. Е. Жуковского, 1954. — Ч. 1. — 552 с.

## Награды
- Заслуженный деятель науки и техники РСФСР (1975)[3][5].